# István Barta
István Barta (né le 13 août 1895 à Álmosd, mort le 16 février 1948) est un joueur de water-polo hongrois, champion olympique en 1932.